# Beienroder Holz
Das Beienroder Holz ist ein Laubwaldgebiet in der Gemeinde Lehre im niedersächsischen Landkreis Helmstedt. Ein großer Teil des Waldgebietes ist als Naturschutzgebiet ausgewiesen.

## Allgemeines
Das Beienroder Holz ist ein südwestlich von Wolfsburg und nordöstlich von Braunschweig liegendes, geschlossenes Waldgebiet. Ein großer Teil des Beienroder Holzes ist als circa 559 Hektar großes Naturschutzgebiet „Beienroder Holz“ geschützt. Das Naturschutzgebiet wurde zum 9. April 2020 ausgewiesen. Es umfasst vollständig das knapp 547 Hektar große, gleichnamige FFH-Gebiet sowie einen Teil des hier mit dem FFH-Gebiet deckungsgleichen EU-Vogelschutzgebietes „Laubwälder zwischen Braunschweig und Wolfsburg“. Der größte Teil des Waldgebietes war zuvor als 696 Hektar großes Landschaftsschutzgebiet „Beienroder Holz“ ausgewiesen. Der Bereich des Landschaftsschutzgebietes im Geltungsbereich der Naturschutzverordnung ging im Naturschutzgebiet auf. Nach Nordwesten schließt sich das Landschaftsschutzgebiet „Schuntertal“ an. Auch von diesem ist ein Teil im Naturschutzgebiet aufgegangen.
Ein knapp 170 Hektar großer Bereich im Südwesten des Waldgebietes wird als DBU-Naturerbefläche verwaltet. Dieser Bereich lag vollständig außerhalb des Landschaftsschutzgebietes, ist aber seit April 2020 Bestandteil des Naturschutzgebietes. Er umfasst ein ehemals militärisch genutztes Areal, auf dem ab 1934 eine Heeresmunitionsanstalt der Wehrmacht gebaut wurde. Das Gelände wurde nach dem Zweiten Weltkrieg weiter als Munitionslager genutzt. Nach dem Abzug der Bundeswehr wurde es 2014 der Deutschen Bundesstiftung Umwelt übergeben.
Das Waldgebiet ist von zahlreichen Waldwegen durchzogen. Im Osten grenzt es an die Autobahn 39 bzw. wird von dieser gequert, im Süden verläuft die Autobahn 2 durch Ausläufer des Beienroder Holzes. Im Norden und Nordwesten grenzt es an die zwischen Lehre und Hattorf verlaufende Kreisstraße 38, im Norden außerdem an die Ortslage von Flechtorf. Im Süden quert die Kreisstraße 58 zwischen Lehre und Botenkamp das Waldgebiet. Das Gebiet ist größtenteils von landwirtschaftlichen Nutzflächen umgeben.

## Beschreibung
Das Beienroder Holz wird von artenreichen Laubwäldern mit teilweise sehr alten Bäumen auf historisch alten Waldstandorten geprägt. Die Wälder sind teilweise als feuchte Eichen-Hainbuchenwälder, kleinflächig auch als Eichenwälder auf Sandboden sowie Hainsimsen- oder Waldmeister-Buchenwälder ausgeprägt. Je nach Ausprägung sind Stieleiche und Hainbuche, Stiel- und Traubeneiche sowie Rotbuche dominierende Baumarten. Dazu gesellen sich je nach Standort Hänge- und Moorbirke, Vogelbeere, Espe, Waldkiefer, Vogelkirsche und Winterlinde. Die Wälder verfügen über einen hohen Alt- und Totholzanteil. In den Eichenwäldern sind Strauch- und Krautschicht gut ausgebildet. Hier siedeln je nach Ausprägung unter anderem Buschwindröschen, Bärlauch, Gewöhnliche Goldnessel, Waldziest, Rasenschmiele, Waldsegge, Gewöhnlicher Dornfarn, Pfeifengras, Zweiblättrige Schattenblume sowie Sternmiere, Sauerklee, Waldgeißblatt, Hohe Schlüsselblume, Flattergras und Brombeere. In den Buchenwäldern sind unter anderem Stechpalme, Gewöhnlicher Dornfarn, Waldsauerklee, Zweiblättrige Schattenblume, Flattergras, Waldmeister, Buschwindröschen und Bärlauch zu finden. Außerdem sind im Beienroder Holz gut ausgeprägte Waldinnenränder mit stauden- und strauchreichen Säumen ausgebildet. Stellenweise sind Relikte alter Mittel- und Hutewaldwirtschaft erhalten.

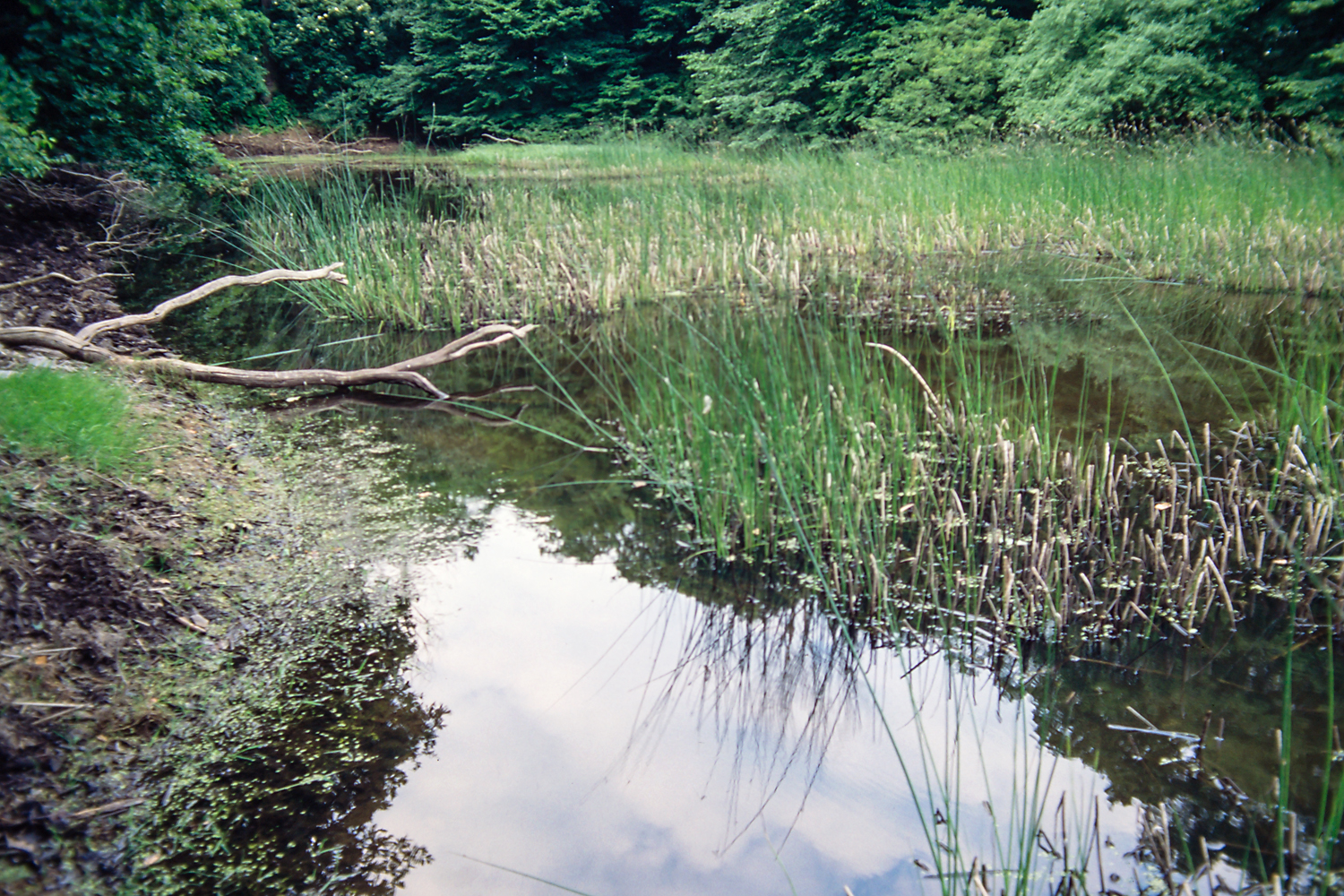
Stillgewässer im Beienroder Holz

Das Waldgebiet wird an mehreren Stellen von kleinen, naturnahen Bachläufen durchzogen. Außerdem sind diverse kleine Stillgewässer zu finden. Im Osten ist die „Neue Wiese“, ein extensiv genutztes Grünland mit Gras- und Staudenfluren sowie Seggenrieden und Röhrichten in das Beienroder Holz eingebettet. Das Grünland ist teilweise von alten Heckenstrukturen gegliedert. Auf einem an die „Neue Wiese“ angrenzenden, feuchten bis nassen Standort stockt kleinflächig ein Bruchwald mit Schwarzerle und Esche.
Die Wälder bieten unter anderem den Vogelarten Schwarzstorch, Kranich, Rotmilan, Wespenbussard, Baumfalke, Schwarz-, Grau-, Mittel- und Kleinspecht, Kleiber, Wendehals, Neuntöter, Eisvogel, Nachtigall und Pirol sowie verschiedenen anderen Singvögeln einen geeigneten Lebensraum. Bei Untersuchungen zu Vorkommen von Fledermäusen wurden 13 Arten festgestellt, darunter Großes Mausohr, Großer, und Kleiner Abendsegler, Fransenfledermaus, Wasser-, Mops- und Bechsteinfledermaus. Die Fledermäuse profitieren dabei von den ehemaligen Bunkern der Munitionsanstalt als Winterquartiere. Die Stillgewässer beherbergen mit ihren umgebenden Waldlebensräumen den Kammmolch und sind Lebensraum weiterer Amphibienarten. Die Wälder beherbergen zahlreiche Insektenarten, darunter verschiedene Hummeln, Bienen und Wespen. Auch Ameisen sind zahlreich vertreten. Alt- und Totholz bieten holzbewohnenden Käferarten einen Lebensraum, darunter auch dem Eremiten. Im Beienroder Holz wurden fast einhundert Käferarten nachgewiesen, die mindestens gefährdet, teilweise auch stark gefährdet oder vom Aussterben bedroht sind. Das Gebiet ist potentieller Lebensraum für Wildkatze und Luchs.